# Feodosijaner
Die Feodosijaner, Theodosianer oder Fedossejewzy (russisch федосеевцы, wiss. Transliteration fedoseevcy) sind eine priesterlose Glaubensgemeinschaft der Altgläubigen aus dem nordwestlichen Russland, die nach ihrem Stifter Feodossi Wassiljew (Феодосий Васильев, Feodosij Vasil'ev) (1661–1711) benannt ist und Ende des 17. Jahrhunderts gegründet wurde.
Sie hatte eine kompromisslose Haltung gegenüber der Autokratie und der orthodoxen Kirche und lebte einen strengen Asketismus.
In den 1820/30er Jahren schloss sich ein Teil der Gläubigen den Pomorski Tolk (поморский толк) und Jedinowerzy (единоверие) an. Das geistige Zentrum war für lange Zeit die 1771 von dem Kaufmann Ilja Kowylin (1731–1809) gegründete Altgläubige Preobraschenskoje-Gemeinschaft in Moskau.
Feodosianer waren in den russischen Gouvernements Kaunas, Suwałki, Wilna und Wizebsk sowie in Riga verbreitet.